# Arimo Mäkinen
Arimo Mäkinen (né le 6 février 1938 à Tampere en Finlande) est un joueur finlandais de hockey sur glace.

## Carrière en club
En 1956, il commence sa carrière avec le Tappara dans la SM-sarja.

## Statistiques
| Saison    | Équipe        | Ligue    |    | Saison régulière | Saison régulière | Saison régulière | Saison régulière | Saison régulière |   | Séries éliminatoires | Séries éliminatoires | Séries éliminatoires | Séries éliminatoires | Séries éliminatoires |
| Saison    | Équipe        | Ligue    | PJ | B                | A                | Pts              | Pun              | PJ               | B | A                    | Pts                  | Pun                  |                      |                      |
| 1956-1957 | Tappara       | SM-sarja | 1  | 0                | 0                | 0                | 0                | -                | - | -                    | -                    | -                    |                      |                      |
| 1957-1958 | Tappara       | SM-sarja | 1  | 0                | 0                | 0                | 0                | -                | - | -                    | -                    | -                    |                      |                      |
| 1958-1959 | Tappara       | SM-sarja | 7  | 1                | 0                | 1                | 10               | -                | - | -                    | -                    | -                    |                      |                      |
| 1959-1960 | Ilves Tampere | SM-sarja | 18 | 0                | 1                | 1                | 8                | -                | - | -                    | -                    | -                    |                      |                      |